# Progressieve Partij (Rusland)
De Progressieve Partij (Russisch: Прогрессивная партия, Progressivnaja partija; прогрессисты, progressisty) was een Russische liberale partij tijdens het laatste stadium van het Keizerrijk Rusland.

## Geschiedenis
De gematigd liberale Progressieve Partij kwam in 1908 tot stand als afsplitsing van de Constitutioneel-Democratische Partij (beter bekend als de kadettenpartij). De aanhang van de Progressieve Partij bestond uit industriëlen en rijke kooplieden. De belangrijkste leden van de Progressieve Partij waren Ivan Jefremov, Aleksandr Konovalov en Pavel Rjaboesjinski. De Progressieve Partij stond iets rechts van het politieke centrum, maar was progressiever dan de Oktobristenpartij, de tweede liberale partij na de Kadetten.
In de derde Staatsdoema hadden 28 leden van de Progressieve Partij (meest voormalig leden van de Kadettenpartij) zitting. Bij de verkiezingen voor de vierde Staatsdoema verwierf de Progressieve Partij 48 leden.
Tijdens de Eerste Wereldoorlog steunde de partij de oorlogspolitiek van de regering. Tijdens de oorlog voerde de Progressieve Partij een sociaal-chauvinistische politiek ten opzichte van de regering.
In augustus 1915 sloot de Progressieve Partij zich aan bij het Progressieve Blok, een verbond van gematigd conservatieve en liberale partijen in de Doema, zoals de Kadettenpartij, de linkervleugel van de Oktobristenpartij, een deel van de Nationalistische Partij en de Centrumpartij. Het Progressieve Blok riep tsaar Nicolaas II van Rusland op om een regering te vormen die het vertrouwen van het volk genoot.
Na de Februarirevolutie trad Konovalov als minister van Handel en Industrie toe tot de Voorlopige Regering. In juli 1917 werd Jefremov minister van Welzijn, hij was op dat moment echter niet meer lid van de Progressieve Partij, maar van de Radicaal-Democratische Partij. Ook minister van Buitenlandse Zaken Michail Teresjtsjenko van de Voorlopige Regering (mei - november 1917) was eertijds lid van de Progressieve Partij.
In juli 1917 werd de Progressieve Partij opgeheven. De meeste van haar leden sloten zich aan bij Kadettenpartij.

## Zetels Progressieve Partij in deStaatsdoema
| Jaar | Zetels |
| ---- | ------ |
| 1908 | 28     |
| 1912 | 48     |

## Prominente Progressieve
- Ivan Jefremov - minister van Welzijn (1917)
- Aleksandr Konovalov - lid vierde Doema, minister van Handel en Industrie (1917)
- Savva Morozov - textielmagnaat
- Graaf Aleksandr Orlov-Davydov - Achtbare Meester van de Aurora Borealis (Grootoosten van de Russische Volkeren)
- Pavel Rjaboesjinski - doemalid
- Michail Teresjtsjenko - doemalid, minister van Buitenlandse Zaken (1917)